# Persone di cognome Yoshida
| Questa pagina contiene informazioni ricavate automaticamente dalle voci biografiche con l'ausilio del template Bio e di un bot. L'aggiornamento è periodico e automatico e ricostruisce completamente la pagina. Se manca una persona in questa lista, sei pregato di non aggiungerla, ma accertati piuttosto che la sua voce biografica contenga il template Bio e che i dati anagrafici siano correttamente compilati. Se il template Bio manca, inseriscilo tu stesso o, in alternativa, metti l'avviso {{tmp\|Bio}} che ne segnala la mancanza. Se i dati riportati sono sbagliati, correggi direttamente la voce biografica; le modifiche saranno visibili in questa lista entro pochi giorni. Per chiarimenti vedi il progetto antroponimi. La lista contiene solo le 52 persone che sono citate nell'enciclopedia e per le quali è stato implementato correttamente il template Bio. Pagina aggiornata al 7 ago 2025. |

Questa è una lista di persone presenti nell'enciclopedia che hanno il cognome Yoshida, suddivise per attività principale.

## Allenatori di calcio(4)
- Megumu Yoshida, allenatore di calcio e ex calciatore giapponese (Prefettura di Aichi, n. 1973)
- Motohiro Yoshida, allenatore di calcio e ex calciatore giapponese (Suita, n. 1974)
- Takayuki Yoshida, allenatore di calcio e ex calciatore giapponese (Kawanishi, n. 1977)
- Yasushi Yoshida, allenatore di calcio e ex calciatore giapponese (Tokyo, n. 1960)

## Ammiragli(1)
- Zengo Yoshida, ammiraglio giapponese (Prefettura di Saga, n. 1885 - † 1966)

## Artisti marziali(1)
- Kōtarō Yoshida, artista marziale giapponese (n. 1883 - † 1966)

## Attrici(1)
- Yuki Kazamatsuri, attrice giapponese (Tokyo, n. 1953)

## Autori di videogiochi(1)
- Naoki Yoshida, autore di videogiochi giapponese (n. 1973)

## Calciatori(6)
- Hiroshi Yoshida, ex calciatore giapponese (Prefettura di Shizuoka, n. 1958)
- Maya Yoshida, calciatore giapponese (Nagasaki, n. 1988)
- Mitsunori Yoshida, ex calciatore giapponese (Aichi, n. 1962)
- Toru Yoshida, ex calciatore giapponese (Prefettura di Iwate, n. 1965)
- Yasuhiro Yoshida, ex calciatore giapponese (Hiroshima, n. 1969)
- Yutaka Yoshida, calciatore giapponese (Fujinomiya, n. 1990)

## Calciatrici(1)
- Masako Yoshida, ex calciatrice giapponese (n. 1957)

## Cantanti(1)
- Kokia, cantante giapponese (Tokyo, n. 1976)

## Cestiste(1)
- Asami Yoshida, cestista giapponese (Tokyo, n. 1987)

## Cestisti(1)
- Masahiko Yoshida, cestista e allenatore di pallacanestro giapponese (n. 1941 - † 2023)

## Direttori d'orchestra(1)
- Hirofumi Yoshida, direttore d'orchestra giapponese (Hokkaidō, n. 1968)

## Doppiatrici(1)
- Rihoko Yoshida, doppiatrice giapponese (Tokyo, n. 1949)

## Fondisti(1)
- Keishin Yoshida, fondista giapponese (Otoineppu, n. 1987)

## Fumettiste(1)
- Akimi Yoshida, fumettista giapponese (Tokyo, n. 1956)

## Fumettisti(3)
- Sensha Yoshida, fumettista giapponese (Ōshū, n. 1963)
- Tatsuo Yoshida, fumettista giapponese (Kyoto, n. 1932 - Tokyo, † 1977)
- Ippei Kuri, fumettista giapponese (Kyoto, n. 1940 - † 2023)

## Giocatori di baseball(1)
- Yoshio Yoshida, giocatore di baseball e allenatore di baseball giapponese (Kyoto, n. 1933 - Nishinomiya, † 2025)

## Giocatori di calcio a 5(1)
- Akira Yoshida, ex giocatore di calcio a 5 giapponese (Hyogo, n. 1986)

## Giocatrici di bowling(1)
- Mayumi Yoshida, giocatrice di bowling giapponese (n. 1976)

## Giocatrici di curling(2)
- Chinami Yoshida, giocatrice di curling giapponese (Kitami, n. 1991)
- Yurika Yoshida, giocatrice di curling giapponese (Kitami, n. 1993)

## Imprenditori(1)
- Shūhei Yoshida, imprenditore giapponese (Tokyo, n. 1964)

## Incisori(1)
- Hiroshi Yoshida, incisore e pittore giapponese (Kurume, n. 1876 - Tokyo, † 1950)

## Ingegneri(1)
- Masao Yoshida, ingegnere giapponese (Osaka, n. 1955 - Tokyo, † 2013)

## Judoka(2)
- Hidehiko Yoshida, judoka e artista marziale misto giapponese (Ōbu, n. 1969)
- Tsukasa Yoshida, judoka giapponese (Kyoto, n. 1995)

## Lottatori(1)
- Yoshikatsu Yoshida, ex lottatore giapponese (n. 1941)

## Lottatrici(1)
- Saori Yoshida, lottatrice giapponese (Tsu, n. 1982)

## Militari(1)
- Mitsuru Yoshida, ufficiale e scrittore giapponese (Tokyo, n. 1923 - Tokyo, † 1979)

## Nuotatrici(2)
- Megumu Yoshida, nuotatrice artistica giapponese (n. 1995)
- Rie Yoshida, nuotatrice artistica giapponese (n. 2000)

## Pallavoliste(1)
- Mami Yoshida, ex pallavolista giapponese (Miyako, n. 1986)

## Politici(2)
- Rokuzaemon Yoshida, politico giapponese (Niigata, n. 1939)
- Shigeru Yoshida, politico giapponese (Yokosuka, n. 1878 - Tokyo, † 1967)

## Registi(2)
- Daihachi Yoshida, regista e sceneggiatore giapponese (n. 1963)
- Yoshishige Yoshida, regista e sceneggiatore giapponese (Fukui, n. 1933 - Tokyo, † 2022)

## Rivoluzionari(1)
- Yoshida Shōin, rivoluzionario e educatore giapponese (Hagi, n. 1830 - Tokyo, † 1859)

## Sceneggiatrici(1)
- Reiko Yoshida, sceneggiatrice giapponese (Prefettura di Hiroshima, n. 1967)

## Scrittori(3)
- Yoshida Kenkō, scrittore giapponese († 1350)
- Shūichi Yoshida, scrittore giapponese (Nagasaki, n. 1968)
- Sunao Yoshida, scrittore giapponese (n. 1969 - † 2004)

## Tenniste(1)
- Yuka Yoshida, ex tennista giapponese (Tottori, n. 1976)

## Wrestler(1)
- Riki Choshu, ex wrestler giapponese (Tokuyama, n. 1951)